# Mengwe
Mengwe ist ein Verwaltungsbezirk (Ward) des Distrikts Rombo in der tansanischen Region Kilimandscharo.

## Geografie
Mengwe liegt im Nordosten von Tansania etwa 30 Kilometer Luftlinie ostnordöstlich der Regionshauptstadt Moshi. Es grenzt im Norden an Manda, im Osten an Ngoyoni, im Süden an Chala und im Westen an Mamsera. Bei der Volkszählung 2022 lebten 4771 Menschen in 1316 Haushalten auf einer Fläche von 4,8 Quadratkilometern.

## Gliederung
Der Bezirk besteht aus zwei Gemeinden (Mtaa) mit zwölf Orten (Kitongoji):
| Mengwe Juu - Umba - Kitoi - Kyakura - Nganyeni - Kinangura - Kyao - Masini | Mengwe Chini - Msasangeni - Kipongwe - Mrembe - Usesi - Kilema |

## Wirtschaft und Infrastruktur
- Gesundheit: In den Gemeinden Mengwe Juu und Mengwe Chini gibt es je eine staatliche Apotheke.[7][8]
- Bildung: Die Makalema Secondary School ist eine öffentliche weiterführende Schule, die eine Ausbildung bis zur 4. Stufe anbietet.[9]
- Verkehr: Durch den Bezirk verläuft die asphaltierte Nationalstraße T21, die östlich des Kilimandscharo nach Kenia führt.[10]